# Triacanthagyna nympha
Triacanthagyna nympha – gatunek ważki z rodziny żagnicowatych (Aeshnidae).

## Zasięg występowania
Południowo-wschodnia i południowa Brazylia (notowana w stanach Espírito Santo, Rio de Janeiro, Parana, Santa Catarina i Rio Grande do Sul), północno-wschodnia Argentyna oraz Paragwaj.

## Biologia i ekologia
Występuje w lasach atlantyckich. Jak inni przedstawiciele rodzaju prowadzi zmierzchowy tryb życia.